# MUD
Un MUD (din multi-user dungeon; temniță multi-utilizator, cu variantele ulterioare: multi-user dimension, dimensiune multi-utilizator și domeniu multi-utilizator, multi-user domain) este o lume virtuală multiplayer în timp real, de obicei bazată pe text sau cu storyboard. MUD-urile combină elemente de jocuri de rol, hack and slash, jucător versus jucător, ficțiune interactivă și chat online. Jucătorii pot citi sau vizualiza descrieri ale camerelor, obiectelor, altor jucători, personajelor nejucatoare și acțiunilor efectuate în lumea virtuală. În mod obișnuit, jucătorii interacționează între ei și cu lumea introducând comenzi care seamănă cu un limbaj natural.
MUD-urile tradiționale implementează un joc video de rol plasat într-o lume fantastică populată de rase și monștri ficționali, jucătorii alegând clase pentru a dobândi abilități sau puteri specifice. Obiectivul acestui tip de joc este de a ucide monștri, de a explora o lume fantastică, de a finaliza misiuni, de a merge în aventuri, de a crea o poveste prin joc de rol și de a avansa personajul creat. Multe MUD-uri au fost create pe baza  regulilor de aruncare cu zarurile din seria de jocuri Dungeons & Dragons.
Setările fantastice pentru MUD-uri sunt comune, în timp ce multe altele au setări științifico-fantastice sau se bazează pe cărți populare, filme, animații, perioade ale istoriei, lumi populate de animale antropomorfe și așa mai departe. Nu toate MUD-urile sunt jocuri; unele sunt concepute în scopuri educaționale, în timp ce altele sunt doar medii de chat, iar natura flexibilă a multor servere MUD duce la utilizarea lor ocazională în domenii care variază de la cercetarea informatică la geoinformatică și de la informatica medicală la chimia analitică. MUD-urile au atras interesul savanților din multe domenii, inclusiv comunicații, sociologie, drept și economie. La un moment dat, a existat interes din partea armatei Statelor Unite în a le folosi pentru teleconferințe.
Majoritatea MUD-urilor sunt folosite ca hobby-uri și sunt libere de jucat; unele pot accepta donații sau permit jucătorilor să cumpere articole virtuale, în timp ce alele percep o taxă lunară de abonament. MUD-urile pot fi accesate prin clienți telnet standard sau clienți MUD specializați, care sunt proiectați pentru a îmbunătăți experiența utilizatorului. Numeroase jocuri sunt listate pe diverse portaluri web, cum ar fi website-ul TMC, The Mud Connector.
Istoria MMORPG-urilor moderne, cum ar fi EverQuest și Ultima Online, și a genurilor legate de lumea virtuală, cum ar fi lumile virtuale sociale exemplificate  Second Life, poate fi urmărită direct înapoi până la genul MUD. Într-adevăr, înainte de inventarea termenului MMORPG, jocurile de acest stil erau numite pur și simplu MUD-uri grafice. O serie de designeri influenți de MMORPG au început ca dezvoltatori și/sau jucători de MUD (cum ar fi Raph Koster, Brad McQuaid, Matt Firor și Brian Green) sau au fost implicați în MUD-urile timpurii (cum ar fi Mark Jacobs și J. Todd Coleman).

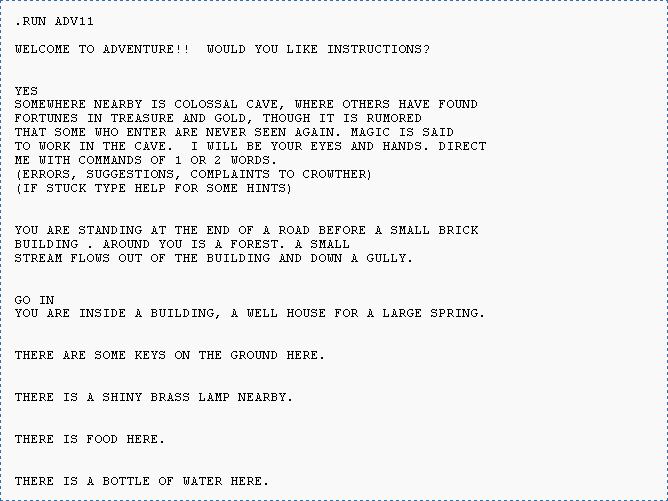
Jocul lui Will Crowther, Colossal Cave Adventure

## Origini
Colossal Cave Adventure, creat în 1975 de Will Crowther pe un computer DEC PDP-10, a fost primul joc de aventură utilizat pe scară largă. Jocul a fost extins semnificativ în 1976 de către Don Woods. Numit și Adventure, conținea multe caracteristici și referințe D&D, inclusiv un dungeon master controlat de computer. 
Numeroase jocuri dungeon crawl au fost create pe sistemul PLATO la Universitatea din Illinois și la alte universități americane care au folosit PLATO, începând cu 1975. Printre acestea au fost „pedit5”, „oubliette”, „moria”, „avatar”, „krozair”, „dungeon”, „dnd”, „crypt” și „drygulch”. În 1978-1979, aceste jocuri erau foarte utilizate pe diferite sisteme PLATO și au prezentat o creștere semnificativă a sofisticării în ceea ce privește grafica 3D, povestea, implicarea utilizatorilor, jocul în echipă și profunzimea obiectelor și monștrilor din temnițe.

## Listă de MUD-uri
- MUD1,	1978
- MAD,	1984
- MUD2,	1985
- Island of Kesmai,	1985
- British Legends,	1987
- AberMUD,	1987
- GemStone,	1988
- Genesis LPMud,	1989
- TinyMUD,	1989
- Avalon: The Legend Lives,	1989
- TubMUD,	1990
- Lost Souls,	1990
- MicroMUSE,	1990
- LambdaMOO,	1990
- Darker Realms,	1990
- Xyllomer,	1991
- Star Wars MUSH,	1991
- Elendor,	1991
- Dragon's Gate,	1991
- Discworld MUD,	1991
- Ancient Anguish,	1991
- MorgenGrauen,	1992
- The Shadow of Yserbius,	1992
- 3Kingdoms,	1992
- AmberMUSH,	1992
- BioMOO,	1993
- Diversity University,	1993
- Realms of Despair,	1994
- Legends of Terris,	1994
- LegendMUD,	1994
- Dune II,	1994
- DragonSpires,	1994
- The Ruins of Cawdor,	1995
- ATHEMOO,	1995
- LinguaMOO,	1995
- TorilMUD,	1996
- Legends of Kesmai,	1996
- MOOSE Crossing,	1996
- DragonRealms,	1996
- ifMUD,	1997
- Alter Aeon,	1997
- Achaea, Dreams of Divine Lands,	1997
- Darkness Falls: The Crusade,	1999
- Wyvern,	2001
- TriadCity,	2001
- RuneScape,	2001
- God Wars II,	2002

### Arhive de coduri sursă
- Erwin S. Andreasen: Home of the 16k MUD competition, and other resources.
- MudBytes.net: MUD code repository and discussion.

### Resurse
- The Mud Connector: Extensive mud portal with hundreds of mud listings
- Top Mud Sites: MUD listings, reviews, discussion forum and rankings by category.
- MUDseek: Google custom search engine indexing MUD and MUD-related web sites.
- MUD Stats: MUD statistics.
- MUDs pe Curlie
- MUDbase